# 'n Beetje Verliefd (film)
 'n Beetje Verliefd is een Nederlandse speelfilm van Martin Koolhoven die in première ging op 14 december 2006. De internationale titel is Happy Family. De oorspronkelijke titel zou De navel naar de hemel luiden, waarmee gedoeld werd op het gegeven dat, om bij een Turkse worstelwedstrijd te kunnen winnen, de navel van de tegenstander naar boven moet wijzen.

## Verhaal
De zestigjarige tuinder en weduwnaar Thijs (Ad van Kempen) wordt door zijn kleinzoon Omar (Yes-R) gekoppeld aan de levenslustige Jacky (Geert de Jong). De komst van deze nieuwe dans- en levenspartner roept de ergernis op bij zijn dochters Vonne (Plien van Bennekom) en Aafke (Tjitske Reidinga), die beiden zelf nogal gefrustreerd door het leven gaan. Omar op zijn beurt is verliefd op de Turkse Meral, maar haar broer zit het liefdesgeluk tussen het tweetal in de weg. Hij geeft pas toestemming voor een relatie als Omar van hem wint bij een partij olieworstelen. De cirkel is rond als opa Thijs, die vroeger op kermissen aan worstelwedstrijden meedeed, hiermee zijn kleinzoon Omar kan helpen.

## Rolverdeling
| Acteur              | Personage                |
| ------------------- | ------------------------ |
| Ad van Kempen       | Thijs                    |
| Yes-R               | Omar                     |
| Geert de Jong       | Jackie                   |
| Tjitske Reidinga    | Aafke                    |
| Plien van Bennekom  | Vonne                    |
| Sabri Saad El Hamus | Tarik                    |
| Fatma Genç          | Meral                    |
| Luk d'Heu           | Jeff                     |
| Frieda Pittoors     | Maria                    |
| Gene Bervoets       | Guy                      |
| Helmert Woudenberg  | Dokter Nico              |
| Sadik Eksi          | Erhan                    |
| Yayha Gaier         | Ab                       |
| Sedat Mert          | Adem                     |
| Juliette de Wijn    | Directrice bejaardenflat |
| Jos van der Donk    | Hielke                   |
| Koen van der Donk   | Sietse                   |
| Ria Keereweer       | Mechtild                 |
| Sanne Vogel         | Vrouw markt              |
| Judith Bovenberg    | Jorien                   |
| Micha Hulshof       | Sander                   |
| Martin Koolhoven    | Vriend Sander            |
| Jacques d'Ancona    | Jacques d'Ancona         |
| Charro              | Paard Ed                 |

## Wetenswaardigheden
De film kent een aantal cameos: te zien zijn onder meer Koen en Jos van der Donk (als Sietse en Hielke Klinkhamer uit De schippers van de Kameleon), Judith Bovenberg (als Jorien uit Martin Koolhovens Knetter) en Micha Hulshof (als Sander uit Koolhovens Het Schnitzelparadijs). Verder zijn er korte optredens van Sanne Vogel en Martin Koolhoven zelf.
In verschillende uitvoeringen is het nummer Een beetje verliefd van André Hazes te horen in de film. Daarnaast nam Yes-R voor de film een titelsong op ('n Beetje verliefd), die tijdens de aftiteling te horen is. Deze werd op single uitgebracht en werd de eerste solohit van Yes-R.
De geanimeerde titelsequentie werd gemaakt door Paco Vink en Albert 't Hoofd. Zowel de hoofdacteurs als de regisseur Martin Koolhoven zijn erin te zien.
Voor zijn hoofdrol werd Ad van Kempen bekroond op het filmfestival van Pinamar in Argentinië. Volgens de jury vertolkte Van Kempen de rol van opa Thijs, die na de dood van zijn vrouw probeert open te staan voor een nieuwe relatie, met 'grote kwetsbaarheid en een groot gevoel voor humor'.